# Serpophaga
A Serpophaga a madarak (Aves) osztályának verébalakúak (Passeriformes) rendjébe és a királygébicsfélék (Tyrannidae) családjába tartozó nem.

## Rendszerezésük
A nemet John Gould angol ornitológus írta le 1839-ben, az alábbi fajok tartoznak ide:
- kucsmás vízitirannusz (Serpophaga cinerea)
- Serpophaga hypoleuca
- Serpophaga nigricans
- Serpophaga subcristata
- Serpophaga munda
- Serpophaga griseicapilla[1]

## Előfordulásuk
Közép- és Dél-Amerika területén honosak. A természetes élőhelyük mérsékelt övi, szubtrópusi és trópusi erdők, cserjések és szavannák.

## Megjelenésük
Testhosszuk 10,5-12 centiméter közötti.

## Életmódjuk
Ízeltlábúakkal, főleg rovarokkal táplálkoznak.